# Ferdinand von Hahn
Ferdinand Götz Gustav Adolph Otto Leopold Graf von Hahn (* 11. Juni 1809 in Remplin; † 6. Juli 1888 in St. Pölten) war ein dänischer Hofjägermeister, Gutsherr auf Neuhaus (Holstein) und Mitglied der Holsteinischen Ständeversammlung aus der katholischen Linie des Adelsgeschlechts Hahn.

## Leben
Ferdinand von Hahn (Nr. 370 der Geschlechtszählung) war der einzige Sohn des „Theatergrafen“ Karl von Hahn und dessen Ehefrau Sophie (Louise), geb. von Behr (1783–1857). Er wuchs mit drei Schwestern auf, darunter als älteste Ida Hahn-Hahn. Die Ehe seiner Eltern wurde im Jahr seiner Geburt geschieden. Nach der Scheidung zog seine Mutter mit den Kindern nach Rostock, Neubrandenburg und Greifswald, wo sie in dürftigen Verhältnissen lebten.
Die Theaterbesessenheit des Vaters hatte dazu geführt, dass der Vater 1808 unter Kuratel gestellt wurde und im großen Hahn’schen Güterkonkurs 1816 der größte Teil des Familienvermögens verloren ging. Ferdinand von Hahn war seit dem 17. Januar 1839 Besitzer des verbliebenen Majorats Neuhaus in Holstein. Dieses umfasste die Dörfer Giekau, Dransau, Engelau, Emkendorf, Köhn und Pülsen sowie die Meierhöfe Gottesgabe, Köhn, Mühlen, Warderhof und Morrehm. Er wurde dänischer Hofjägermeister. Als allerhöchst ernanntes Mitglied der Ritterschaft war er Abgeordneter der Holsteinischen Ständeversammlung.
Am 25. Juli 1845 heiratete er Nancy Adolfine von Hedemann (* 31. Mai 1825), die Tochter des Marine-Kapitäns Christian von Hedemann und der Friederike von Hoyer. Aus der Ehe gingen drei Söhne hervor:
- Eustats Ludwig Carl Magnus Otto Wilhelm Graf von Hahn (* 11. Mai 1846 in Neuhaus; † 25. Mai 1870 in Alexandria)
- Joseph Friedrich Franz Graf von Hahn (* 14. November 1847 in Neuhaus; † 13. Juni 1933 in Kiel)
- Gustav Wilhelm Ferdinand Graf von Hahn (* 22. Juni 1852 in Salzburg; † 26. Juli 1875)

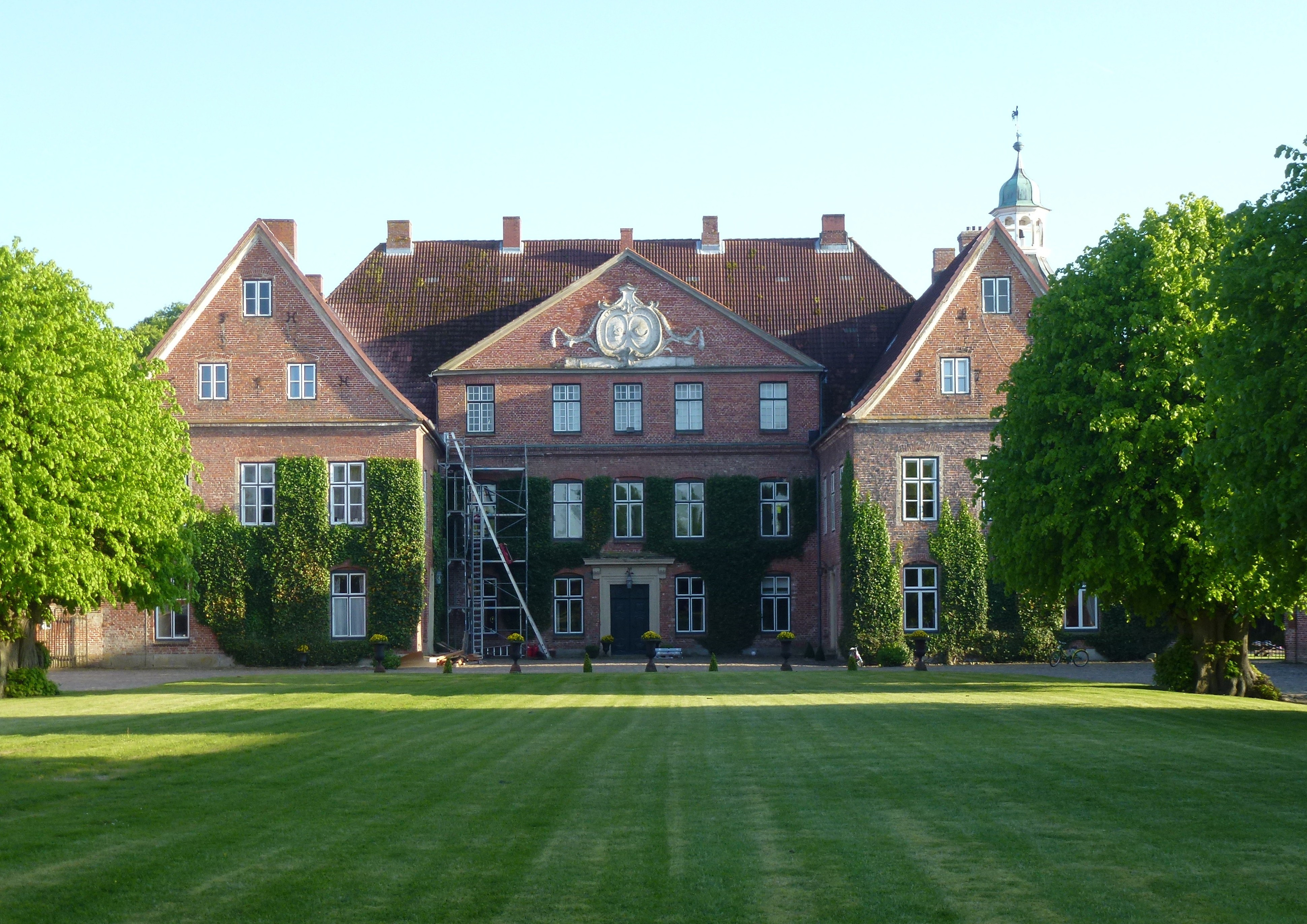
Gut Neuhaus (Holst.)